# Ziya Erdal
Ziya Erdal (Zara, 5 gennaio 1988) è un calciatore turco, difensore svincolato.

## Caratteristiche tecniche
È un terzino sinistro.

## Carriera

### Club
È cresciuto nelle giovanili del Sivasspor.

## Statistiche

### Presenze e reti nei club
Statistiche aggiornate al 30 gennaio 2017.
| Stagione        | Squadra         | Campionato      | Campionato | Campionato | Coppe nazionali | Coppe nazionali | Coppe nazionali | Coppe continentali | Coppe continentali | Coppe continentali | Altre coppe | Altre coppe | Altre coppe | Totale | Totale | Totale |
| Stagione        | Squadra         | Comp            | Pres       | Reti       | Comp            | Pres            | Reti            | Comp               | Pres               | Reti               | Comp        | Pres        | Reti        | Pres   | Reti   |        |
| --------------- | --------------- | --------------- | ---------- | ---------- | --------------- | --------------- | --------------- | ------------------ | ------------------ | ------------------ | ----------- | ----------- | ----------- | ------ | ------ | ------ |
| 2008-2009       | Kırşehirspor    | 2L              | 8          | 0          | CT              | 0               | 0               |                    | -                  | -                  |             | -           | -           | 8      | 0      |        |
| 2009-2010       | Anadolu Üsküdar | 3L              | 25         | 1          | CT              | 0               | 0               |                    | -                  | -                  |             | -           | -           | 25     | 1      |        |
| 2010-2011       | Sivasspor       | SL              | 19         | 0          | CT              | 1               | 0               |                    | -                  | -                  |             | -           | -           | 20     | 0      |        |
| 2011-2012       | Sivasspor       | SL              | 27         | 0          | CT              | 2               | 0               |                    | -                  | -                  |             | -           | -           | 29     | 0      |        |
| 2012-2013       | Sivasspor       | SL              | 31         | 1          | CT              | 7               | 0               |                    | -                  | -                  |             | -           | -           | 38     | 1      |        |
| 2013-2014       | Sivasspor       | SL              | 30         | 1          | CT              | 4               | 0               |                    | -                  | -                  |             | -           | -           | 34     | 1      |        |
| 2014-2015       | Sivasspor       | SL              | 21         | 0          | CT              | 1               | 0               |                    | -                  | -                  |             | -           | -           | 22     | 0      |        |
| 2015-2016       | Sivasspor       | SL              | 27         | 1          | CT              | 0               | 0               |                    | -                  | -                  |             | -           | -           | 27     | 1      |        |
| 2016-2017       | Sivasspor       | 1L              | 29         | 1          | CT              | 4               | 0               |                    | -                  | -                  |             | -           | -           | 33     | 1      |        |
| 2017-2018       | Sivasspor       | SL              | 16         | 0          | CT              | 0               | 0               |                    | -                  | -                  |             | -           | -           | 16     | 0      |        |
| Totale carriera | Totale carriera | Totale carriera | 233        | 5          |                 | 19              | 0               |                    | -                  | -                  |             | -           | -           | 252    | 5      |        |

## Palmarès
- TFF 1. Lig: 1

Sivasspor: 2016-2017